# Fernley
Fernley är en stad (city) i Lyon County i delstaten Nevada i USA. Staden hade 22 895 invånare, på en yta av 331,63 km² (2020).